# ジジ・ジャンメール
ジジ・ジャンメール （Renée Marcelle "Zizi" Jeanmaire、1924年4月29日 - 2020年7月17日）は、フランスのバレエダンサー、歌手、俳優である。夫はバレエダンサー、振付家のローラン・プティ。
15歳でパリ・オペラ座バレエ団に入団するが、20歳で退団。1949年、プティ振付のバレエ『カルメン』に主演し、国際的な名声を獲得する。その後、プティと共にミュージカル映画やレヴューの分野にも進出。シャンソン歌手として多数の楽曲を発表し、舞台俳優として演劇やオペレッタにも出演するなど、ジャンルを越えたエンターテイナーとして活躍した。

## 経歴

### 生い立ち
1924年4月29日、パリで、父マルセル・ジャンメールと母オルガの間に生まれる。本名はルネ・ジャンメールだが、母オルガが幼い娘のことを「モン・ジェジュ（私のイエス様）」と呼んでいたことから、「ジジ」というあだ名がついた。
ジャンメールがバレエに出会ったきっかけは、祖父に連れられて観劇したシャルル・グノーのオペラ『ロメオとジュリエット』であった。劇中に登場するバレエに魅了されたジャンメールは、ダンサーになることを志し、1933年、9歳でパリ・オペラ座バレエ学校に入学する。バレエ学校の同期には、後に夫となるローラン・プティもいた。
パリ・オペラ座バレエ学校では、生徒がパリ・オペラ座バレエ団のダンサーを一人選んで世話役になってもらうという慣習があるが、ジャンメールの世話役を務めたのはイヴェット・ショヴィレだった。ジャンメールはショヴィレの紹介で、バレエ教師ボリス・クニアセフに師事し、技術を磨くことができた。

### バレエダンサーとして

バレエ・ド・パリ時代のジャンメール

1940年、15歳でパリ・オペラ座バレエに入団する。しかし、バレエ団内での自分の階級に不満を抱くようになり、1944年、パリ解放の直前にオペラ座を退団した。その後、セルジュ・リファール率いるバレエ・リュス・ド・モンテカルロに参加し、続いてバジル大佐率いるオリジナル・バレエ・リュスにも客演した。
1948年、ローラン・プティが旗揚げしたバレエ・ド・パリに参加し、その看板ダンサーとなる。1949年、プティ振付によるバレエ『カルメン』のロンドン初演が大評判を呼び、主演のジャンメールとプティは国際的な名声を手にする。『カルメン』はニューヨークでも上演され、高い評価を受けた。

### 歌手、俳優、ダンサーとして
ニューヨークでミュージカルに魅せられたプティは、シャンソンでミュージカルを作ろうと思い立つ。ジャンメールは元々歌が上手くなかったが、3ヶ月に渡る歌の特訓の末、この作品の主役の座を手に入れた。1950年、レーモン・クノー台本、ジャン＝ミシェル・ダマーズ作曲による『ダイヤモンドを噛む女』が初演され、ジャンメールは本作の主題歌でフランス・ディスク大賞を獲得した。
『ダイヤモンドを噛む女』で注目を集めたジャンメールは、映画会社RKOのハワード・ヒューズと契約し、1952年の『アンデルセン物語』で映画初出演を果たす。この映画を制作したサミュエル・ゴールドウィンの提案により、ジャンメールは本名の「ルネ」ではなく、幼少期のあだ名である「ジジ」を名乗るようになった。
その後、プティと仲違いしたジャンメールはバレエ・ド・パリを退団し、1954年にブロードウェイ・ミュージカル『ピンク・タイツの女』に出演するが、同年に二人は和解し、結婚した。翌1955年には娘ヴァランティーヌが生まれた。
ジャンメールとプティは、1957年にレヴュー『ミュージック・ホールのジジ』を上演し、ショービジネスの世界に参入する。1961年にジャンメールが歌った楽曲「私の羽根飾りのトリック」は、その後のレヴューでも繰り返し登場し、ジャンメールのテーマソングとなった。1970年、ジャンメールとプティはパリの老舗ミュージックホールであるカジノ・ド・パリを買収し、レヴューを上演するようになったが、資金不足のため、1975年末をもってカジノとの契約は打ち切られた。その後もジャンメールは、70代になるまでプティ作のレヴューへ出演を続けた。
プティが1972年から1998年まで芸術監督を務めたマルセイユ・バレエ団でも、ジャンメールはダンサーとして活躍した。1975年、ジャンメールはバレエ『幻想交響曲』の公演中にアキレス腱切断という大怪我を負い、ダンサー生命の危機を迎えるが、1977年には舞台に復帰する。その後、プティ振付のバレエ『こうもり』（1979年）のベラ役、『眠れる森の美女』（1990年）のカラボス役などを初演した。

### 晩年

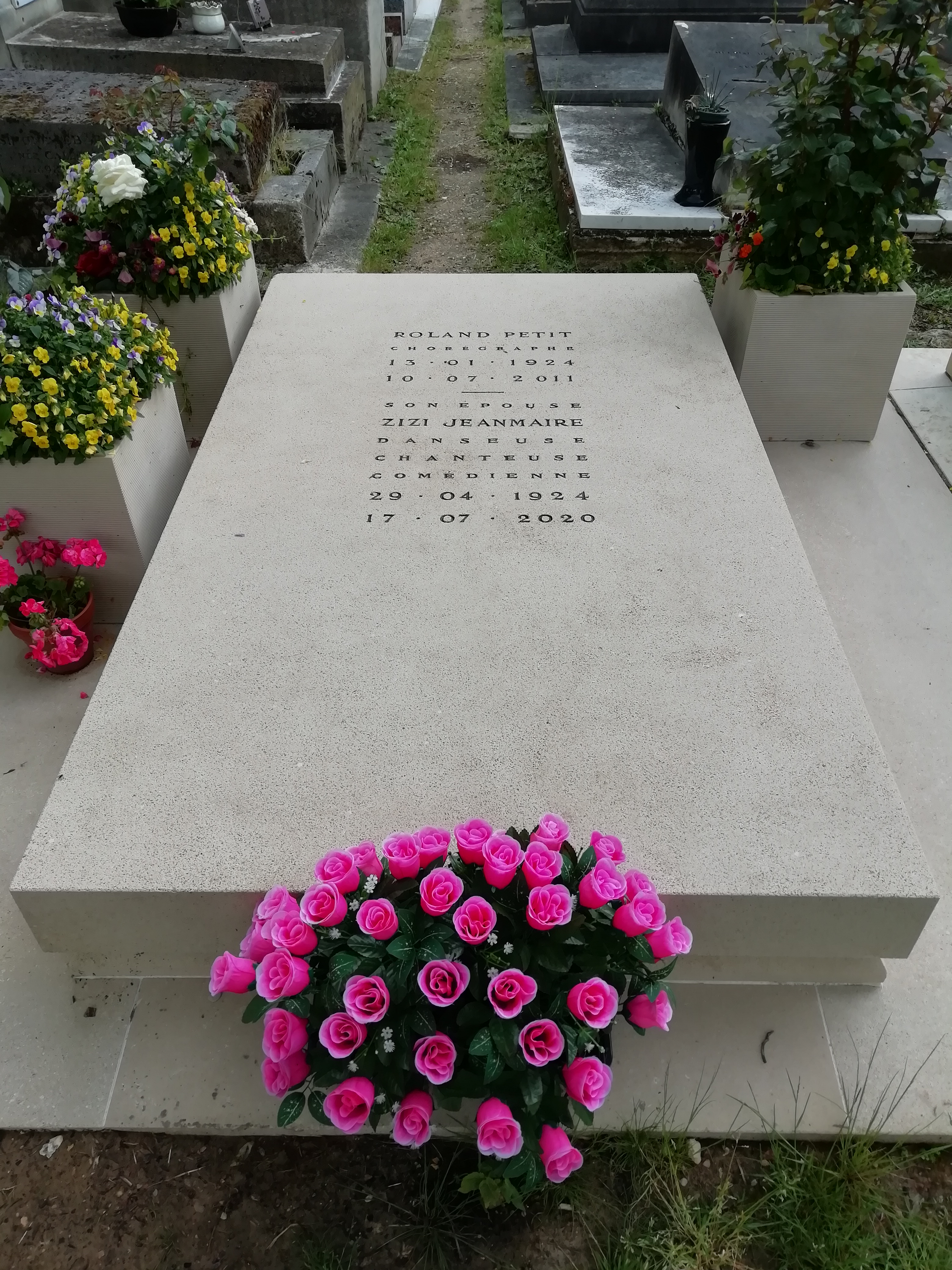
ジャンメールとプティの墓（2021年）

1998年、プティがマルセイユ・バレエ団を辞職すると、夫婦でスイスのジュネーヴに移住した。2000年、パリ・オペラ座で、シンガーソングライターとして活動する娘ヴァランティーヌの楽曲を披露したのが、ジャンメールの最後の公演となった。
2008年、自伝『そして私の心に残された思い出』を出版している。
2011年7月10日、プティと死別。
2020年7月17日、スイスのヴォー州トロシュナの自宅で、脳出血により96歳で死去した。
ジャンメールの功績に対しては、芸術文化勲章シュヴァリエ、レジオン・ドヌール勲章オフィシエ、国家功労勲章コマンドゥールなどが授与されている。

## 出演映画
ジャンメールの出演した映画は以下の通りである。
- 『アンデルセン物語』（1952年）
- 『夜は夜もすがら』（1955年）
- 『巴里の不夜城（フランス語版）』（1956年）
- 『かわいい男の子たち（英語版）』（1957年）
- 『ガンゲット（フランス語版）』（1958年）
- 『ブラック・タイツ（英語版）』（1960年）